# Rosa Silverio
Rosa de Jesús Silverio Filpo (Santiago de los Caballeros, 30 agosto 1978) è una poetessa, scrittrice e giornalista dominicana.
Ha coordinato per diversi anni il Taller Literario Tinta Fresca ed ha lavorato come redattrice culturale e delle riviste del quotidiano Listín Diario.
Ha vinto diversi concorsi letterari, come il XXI Premio Internazionale Nosside - organizzato a Reggio Calabria dal Centro Studi Bosio - divenendo il primo scrittore non europeo a ricevere questo riconoscimento.
Suoi racconti e poesie figurano in importanti antologie e sono stati pubblicati da riviste e supplementi culturali di diversi paesi. La sua opera è stata tradotta in diverse lingue.

## Opera
- 2005 - Desnuda, poesía. Editora Cole. Santo Domingo, R.D.
- 2002 - De vuelta a casa, poesía. Editora Centenario. Santo Domingo, R.D.
- 2007 - Rosa íntima, poesía.Editorial Santuario.
- 2010 - Selección poética, poesía.
- 2012 - Arma letal. La destrucción de las palabras.Ganador Premio Nacional de Poesía 2011 de la República Dominicana
- 2012 - A los delincuentes hay que matarlos.Prisa Ediciones.
- 2014 - Matar al padre, poesía. Huerga & Fierro Editores.
- 2016 - Mujer de lámpara encendida, poesía. Huerga & Fierro Editores.

## Premi
- 2011 - Premio Nazionale di Poesia di República Dominicana.
- 2005 - XXI Premio Internazionale Nosside di Poesia (vincitrice assoluta), organizzato a Reggio Calabria dal Centro Studi Bosio.
- 2003 - Primo premio del concorso di narrativa, poesia e saggistica, organizzato da Alianza Cibaeña per il suo La canción rota.
- 2001 - Menzione per il racconto La mueca del concorso di narrativa di Radio Santa María.
- 1999 - Terzo premio del concorso di narrativa Colorín Colorado per il suo La caja donde Alicia guarda sus secretos.
- 1999 - Menzione speciale per il racconto Niki del concorso di narrativa, poesia e saggistica, organizzato da Alianza Cibaeña.
- 1998 - Primo premio del concorso Terminemos el cuento per aver terminato il racconto Más triste que su canto del noto autore dominicano Andrés L. Mateo. Certamen organizzato da Listín Diario, Unión Latina e Centro Cultural de España.
- 1997 - Menzione speciale per il racconto El ave que no podía volar del concorso di narrativa, poesia e saggistica, organizzato da Alianza Cibaeña.